# カナリー・ワーフ駅 (ロンドン地下鉄)
カナリー・ワーフ駅 (英: Canary Wharf station) は、ロンドン地下鉄ジュビリー線の駅である。トラベルカード・ゾーンは2に属している。ロンドンの新都心であるカナリー・ワーフにある。
ドックランズ再開発の中心的な駅であり、駅の設計には著名な建築家であるノーマン・フォスターが採用された。

## バスの乗り継ぎ
ロンドンバスは135、277、D3、D7およびD8系統、深夜バスはN550系統が発着する

## 隣の駅
ロンドン交通局
ロンドン地下鉄
■ジュビリー線
カナダ・ウォーター駅（スタンモア方面） - カナリー・ワーフ駅 - ノース・グリニッジ駅（ストラトフォード方面）

## 参照
- カナリー・ワーフ駅 (DLR)

ドックランズ・ライト・レイルウェイではカナリー・ワーフ駅とヘロン・キーズ駅が当地下鉄駅をはさむ至近距離にあり、どちらも乗り換えに利用できる。